# Список умерших в 746 году

## Март
- Аль-Харис ибн Сурайдж, лидер крупномасштабного народного восстания против Омейядского халифата в Хорасане и Мавераннахре.

## Дата смерти неизвестна или требует уточнения
- Генбё, японский монах школы Хоссо-сю.
- Селред, король Эссекса (709—746).
- Сергий I, епископ Неаполя (717—746).
- Сехнуссах мак Колгген, король Уи Хеннселайг (Южного Лейнстера) (738—746/747).
- Теудебальд, герцог Алеманнии (709—746).
- Цзу Юн, китайский поэт времен династии Тан.